# دیوداس (فیلم ۱۹۵۵)
دیوداس (انگلیسی: Devdas) فیلمی هندی در سبک رمانتیک است که در سال ۱۹۵۵ منتشر شد. از بازیگران آن می‌توان به دیلیپ کومار، سوچیترا سن، ویجینتی مالا، افتخار، نظیر حسین و پران اشاره کرد.